# Pambio

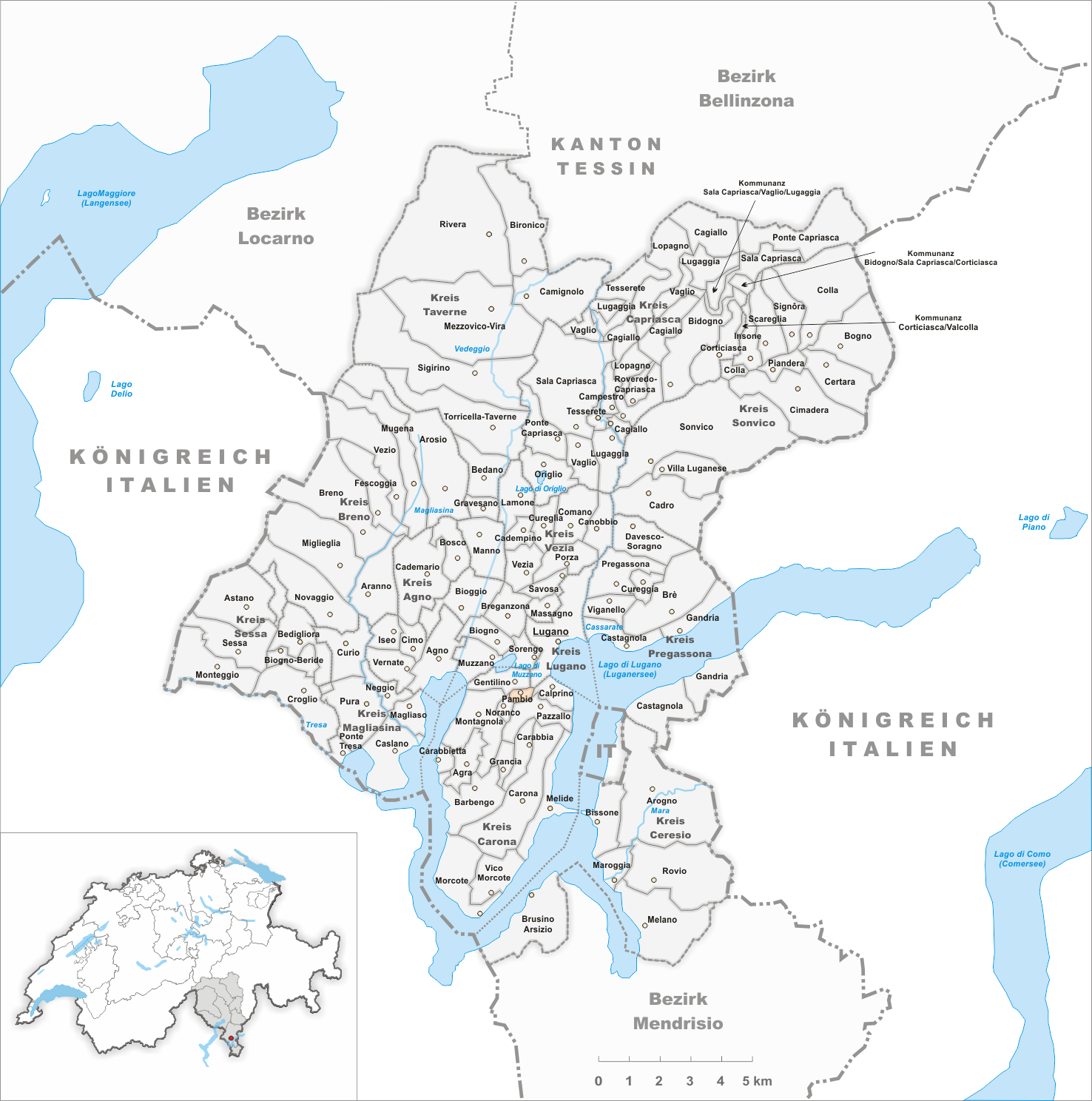
Gemeindestand vor der Fusion am 1. Januar 1904

Pambio war eine selbstständige politische Gemeinde im Kanton Tessin, im Bezirk Lugano in der Schweiz. 
Am 1. Januar 1904 fusionierte Pambio zusammen mit Noranco zur neuen Gemeinde Pambio-Noranco.